# 小田久栄門
小田 久榮門（小田 久栄門、おだ きゅうえもん、1935年（昭和10年）11月28日 - 2014年（平成26年）10月30日）は、日本のテレビプロデューサー。テレビ朝日取締役編成局長、テレビ朝日映像、ビーエス朝日で社長等を務めた。
当時同局に在籍していた皇達也と共に、テレ朝の天皇の異名で知られた。

## 人物・経歴
新潟県朝日村（現：村上市）で生まれる。故郷で教師になろうと専修大学に入学。ところが叔父がTBSに勤めていた関係で、大学3年のときからTBSでアルバイトするようになり、テレビの仕事が面白くなって、日本教育テレビ（NETテレビ。後のテレビ朝日）開局の前年の11月に契約社員として入社し、翌年3月に正式入社となり、教養部に籍を置いた。
最初は『暮らしの医学』『美術サロン』など教養番組のアシスタント・ディレクターから始め、1963年（昭和38年）にはサウジアラビアを取材し、『アラブの赤と黒～世界に中の日本人～』という取材記録の単行本を執筆した。海外取材に興味を持った小田は、続いて『世界の女』、『世界の王様』シリーズを制作。昭和30年代の末期は海外にばかり出かけた。「こうした海外取材の経験は、私に共同作業のやり方、人間関係の大切さを教えてくれた。番組は決して一人では作れるものではないことを知らされた。ベテランのカメラマンに映像のつかまえ方を実地に鍛えられた。そして集団作業の中でのコミュニケーションのあり方を勉強した」と語っている。
1967年（昭和42年）7月、『モーニングショー』の総合プロデューサーを引き受けるよう三浦甲子二から言われる。1年目は苦戦したが、2年目あたりから各局の朝ワイドの中で、人気のある番組にのし上がり、10年間にわたりプロデューサーを務めた。三浦とは、時に認め合い、時にやりあう関係だった。朝日新聞政治部出身の三浦は、政治志向が強く、それで、郵政大臣とか文部大臣とかが新任になると、番組に出してしゃべらせるように指示されたことがたびたびあった。小田はそれに大いに反発し、たとえモーニングショーなどにそういう人を出したとしても、ご意見を拝聴するなどというのではなく、鋭い突っ込みを入れるような内容にした。
次に編成部長兼企画部長を8年間やり、アメリカと同じく日本も参加を拒否し、社会主義国のみの参加となってしまった『モスクワオリンピック』、日米合作の『将軍 SHŌGUN』の1週間編成、アニメ番組『ドラえもん』のレギュラー編成などを企画した。
このあと報道局次長を命じられる。これは彼にとっては意外な人事、「左遷」されたと思ったようだが、報道に来たからには何かやらかして既存の体制を壊してやろうと、『ニュースステーション』を生み出す。1986年（昭和61年）には編成局長に就き、翌年、田原総一朗の『朝まで生テレビ!』を立ち上げる。このほか、『サンデープロジェクト』、『ザ・スクープ』、『シリーズ真相』等を企画・統括した。
1989年（平成元年）取締役に選任されるが、94年夏、社内抗争のあおりからテレビ朝日の第一線を退く。その後、関連会社のテレビ朝日映像社長、98年にはビーエス朝日社長に就任した。
2014年10月30日、肝がんのため死去。78歳没。

## 手掛けた主な番組

### モーニングショー
三浦がテレビの世界に来て、はじめて手掛けたのが『モーニングショー』だった。8局しかネットワークを持っていないテレビ朝日にとって、月曜日から金曜日までのモーニングショーは32局ネットしている唯一の重要な全国ネットワーク番組であるが、視聴率は2%という低迷期にあった。広告を買い切っていた博報堂が止めたいと言い出して風前の灯火だった番組を、三浦は素人ゆえ大胆に改造した。古巣である朝日新聞の広岡知男からカネを借りてテコ入れ資金とし、小田を総合プロデューサーに就けた。
小田はまず、司会者を変えることから始めた。木島則夫、長谷川肇とNHK出身のアナウンサーが務めたポストに、相撲中継をしていた奈良和という無名の社員アナを据える。さらに小田はかねてから興味を持っていた人間のどろどろした部分に突っ込んだ「涙と血と汗のモーニングショー」にしようと考え、傷ついた女性の身の上相談にのる「女の学校」や「事件の追跡」「蒸発」のコーナーを本格的に始める。加えて、いまではごく普通の形態となった、スタジオに観客者を入れる手法を初めて試みた。
「女の学校」では、検事出身の弁護士で作家の佐賀潜に校長になってもらい、佐賀が亡くなったあとは大島渚を校長にした。そこに飯田蝶子や古今亭志ん馬 (6代目)といった人を配して、柔らかい番組構成とした。ところが、相談者の主婦は思っている以上にしっかりした人が多かったため、小田も認識を新たにして、宮尾登美子、瀬戸内寂聴、有吉佐和子、澤地久枝、小沢遼子らをゲストに入れながら、女性の権利、地位、法律などをレクチャーしていくという形に変えていった。女の学校では、たとえば相談者が乳飲み子を抱えてスタジオにやってくると、宮尾にしても、有吉にしても、澤地にしても、その乳飲み子の行く末を案じて、校長の大島を含め、番組が終わった後も別室で、一時間以上もさらに相談を続けてアフターケアに努めるということがよくあった。
ある日警視庁に行くと、膨大な捜索願の山を見た。聞けば、これだけの人捜しをするのに、警視庁の人員ではとても手が回らないという話だった。そこで、テレビを通じて人捜しをするのはどうだろうと思い付いて提案してみると、ほとんどの人はプライバシーが出てしまいますよ、という反応だった。しかし、たとえプライバシーが出たとしても、家族を悲惨な目に遭わせている夫を捜しだして欲しいという切実な願いを持つ人が多かった。その切実な願いを踏まえ、「蒸発」というコーナーを月一回設けた。捜される方も捜す方も、だいたい30代、40代が多かった。そういう大の大人が、やれ酒を飲んでどうしたとか、女を作ってどうだとか、そういうどろどろしたところを全部しゃべった。このコーナーはすぐに大きな反響が出て、その蒸発のコーナーだけを見たいために、夫が会社の出勤を1時間遅らせるというような声も聞かれるようになった。

### ニュースステーション
メインキャスターには、海老名俊則オフィス・トゥー・ワン副社長がTBSから引き抜き、フリーアナウンサーとして活躍していた久米宏を迎えるが、ニュースには信頼感が必要であり、若干軟派風な久米に、どう重量感のあるジャーナリストを添えようかということが次の課題となった。既存のテレビ界の人間ではなく、朝日新聞の中から探して、5人の候補があがった。小田は論説委員だった小林一喜に白羽の矢を立てた。口説くのは大変苦労したが、結局小林は引き受けてくれた。それから、社内の女性アナウンサーのオーディションを行って、自分の言葉を持ち、華のある小宮悦子をサブキャスターに起用した。もっとも小宮は最初の1年間は、メイン席に座ることはなく、どちらかといえば公募キャスターのお守り役と教育係という役回りが多かった。
ニュースステーションの立ち上げに際しては、従来の10時台の番組はすべてはずすことになるが、それまでそれらにかかっていた費用は一枠で3千万～4千万円くらいだった。ところが、ニュースステーションにすると、ニュースは広告が入らないという時代だったので、相当な収益ダウンになることが予想された。そこで、小田は電通のラジオ・テレビ局長だった桂田光喜と手を結ぶことになる。すなわち最低保証をしてもらうことに成功したのである。視聴率がよかろうが悪かろうが、月曜～金曜の帯で、ひと月あたり4億円前後の最低保証で買い切りをしてもらった。4億円プラスα。そのαの部分はスポット広告ということになり、結果として売り上げは少なくなるが、利益率、経済効率は高いということになる。逆に今までは、売り上げは多くても経費も多かったので利益を考えると効率はむしろよくなった。これが実現するにあたっては、朝日新聞社会部出身で、テレビできちんとしたニュース番組をやりたいという希望をかねがね持っていた田代喜久雄社長の決断も大きかった。制作には報道局の人間だけではなく、いろいろな個性を持った"侍"たちを集めたいと思い、強制的に"赤紙招集"をかけた。プロデューサーには早河洋を指名し多彩なスタッフをそろえ、オフィス・トゥー・ワンからもスタッフの面々が集い、個性豊かな陣容が整った。
スタート直後の1985年10月8日、同じテレビ朝日の『アフタヌーンショー』でやらせ事件が発覚する。このため、20年間続いたアフタヌーンショーは、10日後の18日で打ち切りになり、田代社長がテレビに出演し、異例のおわび会見をする結果となった。小田にとって、田代はニュースステーションの生みの親とも言うべき存在であり、その田代のおわび会見を報道するには、忍びなかった。しかしニュースステーションとしては、ただ手をこまねいているわけにはいかない。スタート早々に、こちらの番組の信頼性まで失われては困るからだ。小田は久米と小林に頼み込んだ。「こりゃ、うちの番組として逃げちゃまずいですね。ピンキー（一喜）さん、ここはひとつ、ドキュメントとはどういうものかを説明して、テレビ朝日を叱ってください。それじゃないと、視聴者はこれからうちのニュースを信頼してくれませんから…」。小林は、「わかった」とうなずいたが、小田は社内的には、「ニュースステーションは、カッコよくやり過ぎる」と、陰で批判されることになる。
初めはニュースステーションも苦戦し、視聴率も7、8%台がしばらく続いた。だが、1986年（昭和61年）1月のチャレンジャー号爆発事故のあたりから、明るい兆しが見えはじめ、翌2月25日のフィリピン革命で視聴率は19.3%を記録し、ニュースは大事件に強いということを実感するとともに、テレ朝とオフィス・トゥー・ワンとの番組作りに対する考え方や手法の違いから、とかくぎくしゃくしがちだった制作スタッフたちも、次第にチームワークを整えていった。
1988年（昭和63年）10月19日、プロ野球・パ・リーグの優勝決定試合であるロッテ対近鉄が行われていた。近鉄が勝てば近鉄が優勝、負けるか引き分けなら西武が優勝という試合だった。接戦で面白い試合展開になっているため、編成局長だった小田は出先から編成の現場に電話を入れ、視聴率の良かったドラマである『さすらい刑事旅情編』をあえて飛ばして、試合の中継を続けるように指示した。ところが、試合は終わらず、ニュースステーションの時間帯になだれ込んでいった。小田はとにかく、テレビのライブ性を生かすチャンスだと感じて、最後まで見せろと指示した。結局試合が引き分けに終わり、西武の優勝が決まるところまで中継を続けた。これがなんと30%を超す視聴率を上げた。
所沢ダイオキシン問題で波紋を広げた時や、久米の発言が選挙の動向などに影響を持ち始めた時、懇談会と称して、自民党郵政族とのオフレコの会議があった。
その時久米について、歌番組の司会をやっていたような奴にどうしてニュース番組などをやらせたんだ、いったいどういう意図なんだということを詰問する人がいた。それに小田らは、どういう人間、どういう職業だからどうだというのは差別ではないかということをでずいぶんやりあった。ニュースステーションが大きな影響力を持つとともに政治からの介入も大きくなっていったが、そうしたものについては、私たちはしっかり闘ったつもりである。と小田は綴っている。

### 朝まで生テレビ!
それまで深夜帯というのは、映画の再放送とか、お色気番組とか、素人女性を集めておふざけとか、要するに、各局とも適当にお茶を濁していた。だが、それではどうしようもないと考えた小田は、旧知の田原総一朗に相談を持ちかけたところ、彼はかねてからやってみたいと思っていた討論番組を提案してきた。こうして誕生したのが『朝まで生テレビ!』である。第1回のテーマは「激論!中曽根政治」。1%ならまずは合格と思っていた視聴率は1.3%。まあ、こんなもんだろうという線に収まった。
朝まで生テレビ!は、原発、天皇制、部落差別など、議論すること自体がタブーとされる問題を積極的に取り上げて行き、次第に視聴率を上げていった。1988年（昭和63年）の大晦日には、初めて天皇制をテーマにした生放送を行い、野村秋介のような右翼の論客も登場した。この時の視聴率は7.5%、番組始まって以来の高視聴率になった。野村は「右翼にも初めてメディアで意見を述べる場が与えられた」ということで感動したと話した。

### サンデープロジェクト
朝日放送（ABC）は一週間のうちプライムタイムで4時間半、日曜の朝の帯にも1時間、番組を持っていたが、何の工夫も効果もなく、ただスポンサーの持ってきた企画だけを流す番組でしかなかった。もちろんテレビ朝日のほうも大同小異だった。在宅率の一番高い時間帯にこれではいけない。かたわらで、タモリの『笑っていいとも!増刊号』をやっているのなら、テレビ朝日は情報番組で勝負しようということで、田原らに相談し、ABCと合わせて2時間番組として作ったのが、『サンデープロジェクト』である。島田紳助の司会への起用を提案してきたのはABCだったが、久米のように、それまで柔らかい番組ばかりやってきた人でも十分こなせるということは実証済みであったから、小田は喜んで賛成した。出だしはソフトなものから入っていったが、次第に政治をテーマに扱うようにしていき、新聞記者たちが番組を見て記事を書くまでになった。

### ザ・スクープ
サンデー毎日編集長だった鳥越俊太郎をキャスターにして、検証報道番組ができないかと考え、始めたのが『ザ・スクープ』である。活字メディアでは、事件や報道をあらためて検証していくというスタイルがあったが、活字でできて映像でできないわけがないと思い、番組をスタートさせ、ザ・スクープは土曜の夕方6時台で、いっとき15～16%の視聴率を取った。

## 略歴
- 1959年3月 - 日本教育テレビ入社。
- 1986年 - 全国朝日放送編成局長。
- 1989年 - 同社取締役編成局長。
- 1992年 - 同社取締役情報局長。
- 1997年 - テレビ朝日映像社長。
- 1998年 - テレビ朝日映像取締役会長。
- 1998年12月15日 - ビーエス朝日社長。
- 2001年 - ビーエス朝日取締役会長。
- 2002年 - 同社取締役相談役。
- 2003年3月31日 - 同社取締役相談役退任。
- 2014年10月30日 - 死去。78歳没。

## 著書
- 『アラブの赤と黒～世界に中の日本人～』秋田書店、1963年1月。
- 『テレビ戦争勝組の掟 仕掛人のメディア構造改革論』同朋舎、2001年12月。ISBN 978-4-8104-2737-0。

### 共著
- 大山勝美編『時代の予感―TVプロデューサーの世界』東洋経済新報社、1990年9月。ISBN 978-4-4922-2090-0
註：大山勝美、小田久栄門、高橋進、重延浩、石井ふく子、山田良明、吉田直哉、藤井潔、横澤彪、澤田隆治との共著。

## 関連書
- 丸山一昭『世界が注目する日本映画の変容』草思社、1998年10月。ISBN 4-7942-0837-5。

### 注
1. ↑  自著『テレビ戦争勝組の掟』のBOOKデータベース等に記述（参考）
2. 1 2 3 4  志賀 2003, p. 420.
3. 1 2 3 4 5 6 7 8  志賀 2003, p. 421.
4. 1 2 3  志賀 2003, p. 423.
5. 1 2 3  小田 2001, p. 154.
6. 1 2  “「テレ朝のドン」小田久栄門氏が死去”. SankeiBiz. (2014年10月30日) 2022年10月22日閲覧。
7. ↑  嶌 1995, p. 322.
8. 1 2 3 4  中川 2019, p. 165.
9. 1 2  志賀 2003, p. 422.
10. ↑  小田 2001, p. 158.
11. 1 2  小田 2001, p. 77.
12. ↑  小田 2001, p. 79.
13. 1 2 3  小田 2001, p. 81.
14. 1 2  小田 2001, p. 82.
15. ↑  小田 2001, p. 24 - 25.
16. 1 2  小田 2001, p. 28.
17. ↑  小田 2001, p. 29.
18. ↑  小田 2001, p. 30.
19. ↑  嶌 1995, p. 155 - 156.
20. 1 2  小田 2001, p. 90.
21. ↑  小田 2001, p. 90 - 91.
22. 1 2  小田 2001, p. 91.
23. 1 2  小田 2001, p. 175.
24. ↑  小田 2001, p. 175 - 176.
25. ↑  嶌 1995, p. 301.
26. 1 2 3 4 5  嶌 1995, p. 302.
27. ↑  小田 2001, p. 33 - 34.
28. ↑  小田 2001, p. 35 - 36.
29. ↑  小田 2001, p. 177.
30. 1 2  小田 2001, p. 168.
31. ↑  小田 2001, p. 169.
32. 1 2 3 4  小田 2001, p. 206.
33. ↑  小田 2001, p. 44.
34. ↑  小田 2001, p. 45.
35. ↑  小田 2001, p. 48.
36. ↑  小田 2001, p. 55.
37. ↑  小田 2001, p. 56.
38. 1 2  小田 2001, p. 61.
39. ↑  小田 2001, p. 62.
40. ↑  小田 2001, p. 124 -125.
41. 1 2 3  小田 2001, p. 125.
42. ↑  小田 2001, p. 125 - 126.
43. 1 2 3  小田 2001, p. 64.